# USS Woodson (DE-359)
USS Woodson (DE-359) là một tàu hộ tống khu trục lớp John C. Butler từng phục vụ cùng Hải quân Hoa Kỳ trong Chiến tranh Thế giới thứ hai. Nó là chiếc tàu chiến duy nhất của Hải quân Hoa Kỳ được đặt cái tên này, theo tên Trung úy Hải quân Jeff Davis Woodson (1908–1942), phi công từng phục vụ cùng Liên đội Ném ngư lôi VT-8 trên tàu sân bay Hornet (CV-8), đã tử trận trong Trận Midway vào ngày 4 tháng 6, 1942 và được truy tặng Huân chương Chữ thập Hải quân. Nó đã phục vụ trong suốt Thế chiến II, được cho ngừng hoạt động sau khi xung đột chấm dứt vào năm 1947, rồi được huy động để phục vụ trở lại từ năm 1951 đến năm 1962. Con tàu cuối cùng bị bán để tháo dỡ vào năm 1966. 

## Thiết kế và chế tạo
Lớp John C. Butler được thiết kế nhằm đáp ứng nhu cầu một số lượng lớn nhưng rẻ tiền của một kiểu tàu hộ tống chống tàu ngầm để hộ tống các đoàn tàu vận tải vượt đại dương. Chúng có chiều dài chung 306 foot (93,3 m), mạn tàu rộng 36 foot 10 inch (11,2 m) và mớn nước 13 foot 4 inch (4,1 m), trọng lượng choán nước tiêu chuẩn 1.350 tấn Anh (1.372 t), và lên đến 1.745 tấn Anh (1.773 t) khi đầy tải, với một thủy thủ đoàn bao gồm 14 sĩ quan và 201 thủy thủ. Con tàu được vận hành bởi hai turbine hơi nước hộp số Westinghouse; hơi nước được cung cấp bởi hai nồi hơi "D" Express, tạo ra công suất 12.000 mã lực càng (8.900 kW) và cho phép đạt được tốc độ tối đa 24 hải lý trên giờ (44 km/h; 28 mph). Nó có tầm hoạt động 6.000 hải lý (11.000 km; 6.900 mi) ở tốc độ đường trường 12 hải lý trên giờ (22 km/h; 14 mph).
Dàn vũ khí chính bao gồm hai tháp pháo 5-inch/38 caliber đa dụng nòng đơn, được dẫn đường bởi hệ thống điều khiển hỏa lực Mark 51; vũ khí phòng không gồm hai khẩu đội Bofors 40 mm L/60 nòng đôi và mười khẩu Oerlikon 20 mm nòng đơn cũng được dẫn đường bởi hệ thống Mark 51. Ngoài ba ống phóng ngư lôi 21 inch (533 mm), vũ khí chống ngầm bao gồm hai đường ray thả mìn sâu, tám máy phóng mìn sâu K-gun cùng một dàn súng cối chống ngầm Hedgehog. Con tàu được trang bị sonar kiểu QC, radar dò tìm mặt biển SL và radar dò tìm không trung SA.
Woodson được đặt lườn tại xưởng tàu của hãng Consolidated Steel Corporation ở Orange, Texas vào ngày 7 tháng 3, 1944. Nó được hạ thủy vào ngày 29 tháng 4, 1944, được đỡ đầu bởi bà Joyce M. Woodson, và được cho nhập biên chế cùng Hải quân Hoa Kỳ vào ngày 24 tháng 8,  1944 dưới quyền chỉ huy của Hạm trưởng, Thiếu tá Hải quân James Louis Foley.

## Lịch sử hoạt động

### 1944 - 1947

#### Mặt trận Đại Tây Dương
Sau khi được trang bị tại Galveston, Texas, Woodson lên đường vào ngày 11 tháng 9, 1944 để thực hiện chuyến đi chạy thử máy huấn luyện tại khu vực Bermuda. Trên đường đi nó đã trợ giúp cho tàu khu trục Warrington vốn bị đắm tại vùng bờ Đông do một cơn bão, cứu vớt những người sống sót và đưa họ đến Norfolk, Virginia trước khi tiếp tục việc chạy thử máy. Sau khi hoàn tất nó đi đến Boston, Massachusetts vào ngày 25 tháng 10 để sửa chữa sau chạy thử máy trong hai tuần, rồi rời Boston vào ngày 6 tháng 11 để đi Norfolk, nơi nó phục vụ như một tàu huấn luyện trực thuộc Hạm đội Đại Tây Dương.

#### Mặt trận Thái Bình Dương
Được điều động sang khu vực Mặt trận Thái Bình Dương, Woodson rời Norfolk vào ngày 30 tháng 11, băng qua kênh đào Panama và đi ngang qua quần đảo Galápagos và Bora Bora thuộc quần đảo Society trước khi đi đến Hollandia, New Guinea vào ngày 3 tháng 1, 1945. Nó gia nhập Đệ Thất hạm đội và đảm nhiệm hộ tống các đoàn tàu vận tải đi lại giữa New Guinea và Philippines, chủ yếu từ Hollandia đến vịnh Leyte. Sang đầu tháng 4, nó chuyển sang hộ tống tàu bè đi lại giữa các cảng trong quần đảo Philippine, bao gồm Leyte, vịnh Lingayen và vịnh Manila, kéo dài cho đến ngày 25 tháng 5. Con tàu được điều sang Đội đặc nhiệm 71.5 tại vịnh Subic để hộ tống các tàu ngầm Hoa Kỳ ra vào căn cứ giữa các chuyến tuần tra. Nó cũng huấn luyện phối hợp với tàu ngầm và tuần tra chống tàu ngầm đối phương, và vẫn đang trong vai trò này khi Nhật Bản chấp nhận đầu hàng vào ngày 15 tháng 8, giúp chấm dứt vĩnh viễn cuộc xung đột.
Tách khỏi Đội đặc nhiệm 71.5 vào ngày 31 tháng 8, Woodson rời vịnh Subic để hướng sang quần đảo Ryūkyū, và gia nhập Đội đặc nhiệm 70.3 tại Okinawa vào ngày 4 tháng 9. Nó hoạt động cùng lực lượng chiếm đóng tại khu vực phía Bắc Trung Quốc và Triều Tiên, rời Okinawa vào ngày 5 tháng 10 để đi sang Thượng Hải, rồi quay trở lại Leyte và ở lại đây cho đến ngày 22 tháng 10. Con tàu lại đi sang Okinawa, tham gia một đoàn tàu làm nhiệm vụ chiếm đóng tại Trung Quốc và lên đường vào đầu tháng 11. Nó ghé đến Hong Kong vào giữa tháng 11 và ở lại cho đến ngày 21 tháng 11, khi nó chuyển hướng sang Okinawa và đến nơi vào ngày 24 tháng 11. Nó lên đường hai ngày sau đó để quay trở về Hoa Kỳ.
Sau chặng dừng tại Trân Châu Cảng, Woodson về đến San Pedro, Los Angeles vào ngày 16 tháng 12, và bắt đầu được đại tu để chuẩn bị ngừng hoạt động. Nó được đưa về thành phần dự bị vào ngày 16 tháng 5, 1946, rồi được cho xuất biên chế vào ngày 15 tháng 1, 1947. Ngoại trừ một giai đoạn vào mùa Đông 1948-1949 khi nó được kéo đến Long Beach, California để đại tu, con tàu bị bỏ không tại San Diego, California cho đến mùa Xuân năm 1951.

### 1951 - 1962
Sau khi Chiến tranh Triều Tiên bùng nổ vào tháng 6, 1950, Woodson được cho tái biên chế trở lại tại San Diego vào ngày 19 tháng 5, 1951 dưới quyền chỉ huy của Hạm trưởng, Thiếu tá Hải quân A. Dennett. Nó dành phần lớn mùa Hè năm 1951 để chạy thử máy huấn luyện dọc theo bờ biển Nam California, rồi khởi hành từ San Diego vào ngày 4 tháng 9 để đi sang vùng bờ Đông. Băng qua kênh đào Panama, nó đi đến Newport, Rhode Island vào giữa tháng 9 và bắt đầu hoạt động tại chỗ cho đến ngày 19 tháng 10, khi nó rời Newport để tham gia cuộc tập trận hàng năm của Hạm đội Đại Tây Dương được tổ chức tai khu vực Puerto Rico. Nó quay trở về Newport vào ngày 17 tháng 11.
Vào ngày 16 tháng 1, 1952, Woodson lên đường đi Philadelphia, Pennsylvania, nơi nó được đại tu tại Xưởng hải quân Philadelphia trong ba tháng, và khi hoàn tất vào ngày 22 tháng 4, nó được chiếc tàu kéo Atakapa (YTB-49) kéo quay trở lại Newport, đến nơi ba ngày sau đó. Nó khởi hành vào ngày 7 tháng 5 để đi sang vịnh Guantánamo, Cuba, và huấn luyện ôn tập tại đây trong sáu tuần lễ, kết thúc vào ngày 20 tháng 6. Con tàu ghé đến viếng thăm Ciudad Trujillo, Cộng hòa Dominica trước khi quay trở về Newport vào ngày 28 tháng 6. Hai ngày sau đó, nó gia nhập Đội Tìm-diệt Hạm đội Đại Tây Dương mới được thành lập, dưới quyền chỉ huy của Chuẩn đô đốc Daniel V. Gallery.
Trong năm năm tiếp theo, Woodson hoạt động tại khu vực bờ biển Đại Tây Dương của Hoa Kỳ, trải dài từ Newport cho đến Cuba và khu vực Tây Ấn, chủ yếu trong nhiệm vụ huấn luyện và thực hành. Nó cũng phục vụ như mục tiêu giả lập cho việc huấn luyện tàu ngầm và như tàu huấn luyện cho Trường Sonar Hạm đội tại Key West, Florida, và tham gia các cuộc tập trận hạm đội xen kẻ với những lượt bảo trì và đại tu. Vào tháng 6, 1957, con tàu tham gia cuộc Duyệt binh Hạm đội Quốc tế tại Norfolk, Virginia. Một chuyến đi thực tập mùa Hè sau đó dành cho học viên sĩ quan đã đưa nó đi dọc sông St. Lawrence đến Quebec, Canada, và quay trở lại Boston và cuối cùng đi đến Norfolk. Con tàu sau đó chuyển cảng nhà đến Key West, Florida vào ngày 16 tháng 8.
Ngay sau đó, vào ngày 30 tháng 8, trong thành phần Hải đội Hộ tống 12, Woodson khởi hành cho một lượt hoạt động tại khu vực Địa Trung Hải. Sau khi đi đến Naples, Ý vào ngày 14 tháng 9, nó tham gia một loạt các cuộc tập trận trong khuôn khổ Khối NATO, bao gồm một cuộc tấn công đổ bộ mô phỏng lên vịnh Souda, Crete. Khi hoàn tất lượt hoạt động vào ngày 6 tháng 11, nó rời Gibraltar và đi ngang qua quần đảo Azores trước khi quay trở về Key West vào ngày 20 tháng 11. Hải đội Hộ tống 12 được giải tán và các con tàu được phân đến các cảng khác nhau để đảm nhiệm vai trò huấn luyện cho Hải quân Dự bị Hoa Kỳ.
Trong vai trò mới, Woodson lên đường vào ngày 2 tháng 12 để đi đến cảng nhà mới New Orleans, Louisiana. Trong những năm tiếp theo nó thực hiện những chuyến đi thực tập trong vịnh Mexico và khu vực Tây Ấn nhằm huấn luyện cho nhân sự hải quân dự bị tại khu vực New Orleans. Con tàu chuyển sang trạng thái phục vụ ngoài biên chế từ ngày 16 tháng 5, 1959, nhưng tiếp tục đảm nhiệm việc huấn luyện dự bị cho đến ngày 11 tháng 8, 1962 khi nó được rút khỏi phục vụ.
Sau khi được xác định không còn phù hợp để tiếp tục phục vụ, Woodson được được cho rút tên khỏi danh sách Đăng bạ Hải quân vào ngày 1 tháng 7, 1965, và con tàu bị bán cho hãng Boston Metals Co. tại Baltimore, Maryland để tháo dỡ vào ngày 16 tháng 8, 1966.

## Phần thưởng
Nguồn: Navsource Naval History
|  |             |  |
|  |             |  |
|  | Bronze star |  |

| Huân chương Viễn chinh Hải quân         |                                                                 |                                                |
| Huân chương Chiến dịch Hoa Kỳ           | Huân chương Chiến dịch Châu Á-Thái Bình Dương                   | Huân chương Chiến thắng Thế Chiến II           |
| Huân chương Phục vụ Chiếm đóng Hải quân | Huân chương Phục vụ Phòng vệ Quốc gia với 1 Ngôi sao Chiến trận | Huân chương Giải phóng Philippine (Philippine) |